# Лиховидов Микола Іванович
Микола Іванович Лиховидов (нар. 26 січня 1966, Нова Ковалівка, УРСР) — український футбольний функціонер, футболіст та тренер. Нині президент та гравець футбольного клубу «Реал Фарма». Один із найстарших граючих президентів футбольних клубів.

## Кар'єра гравця
Як гравець, дебютував за южненську команду у 2011 році, коли вона виступала в аматорському чемпіонаті України (10 матчів). Наступного року южненці отримали право виступати в Другій лізі й Микола Іванович вирішив продовжувати виступи за команду. Дебютував на професійному рівні 30 липня 2011 року в нічийному (0:0) виїзному поєдинку 2-о туру групи А Другої ліги проти івано-франківського «Прикарпаття». Микола Іванович вийшов на поле в стартовому складі з капітанською пов'язкою, а на 32-й хвилині його замінив Олег Войніков.
Зігравши у поєдинку з «Нікополем» у віці 53 років, 9 місяців і 1 дня оновив національний рекорд.
19 березня 2021 року вийшов на заміну у матчі з Металургом (Запоріжжя) у віці 55 років, 1 місяць та 21 день, завдяки чому оновив власний рекорд.
30 вересня 2022 року вийшов на заміну у матчі з «Рубіконом» у віці 56 років і 247 днів, установивши новий рекорд для найбільш вікового футболіста-професіонала в Україні.
21 жовтня 2022 року знову оновив рекорд, вийшовши на заміну у матчі проти футбольної команди Кремінь-2 у віці 56 років 268 днів.
24 березня 2024 року граючий президент у черговий раз оновив власний рекорд найстаршого футболіста України, вийшовши у стартовому складі свого клубу проти ФК ЮКСА у 20-му турі Другої ліги України сезону 2023/24 — на момент поєдинку Лиховидову виповнилося 58 років та 58 днів.
1 вересня 2024 року Микола Іванович у віці 58 років та 219 днів став найстаршим бомбардиром в історії світового футболу, обігнавши за цим показником легендарного японця Міура Кадзуйосі, який продовжує виступи в 57 років. 26 жовтня того ж року оновив власний рекорд за віком для автора голів в історії чемпіонатів України та світу, забивши другий м'яч у кар'єрі.

## Кар'єра тренера
З 2010 році займає посаду президента ФК «Реал Фарма». Окрім цього тричі був головним тренером команди (2000—2003, 2009—2012 та 2016—2017).

## Родина
- Син — Лиховидов Андрій Миколайович (1999 р.н), український футболіст, півзахисник одеського клубу «Реал Фарма».